# ハーバート・ウィリアム・コーン
ハーバート・ウィリアム・コーン（英語: Herbert William Conn、1859年1月10日 - 1917年4月18日）は、アメリカ合衆国の細菌学者、教育者。
1859年1月10日、アメリカ合衆国でマサチューセッツ州のフィッチバーグにルーベン・ライス・コーンとハリオット・エリザベスの子として生まれた。青年期にリウマチ熱にかかり、健康状態が悪かったため公立学校を退学した後、ボストン大学に入学し、1881年に学士号を取得してクラスで2番目に卒業した。1881年にジョンズ・ホプキンズ大学の大学院に入学し、1884年に「タラセマの生活史」という論文で動物の形態学、生理学、組織学の博士号を取得し、ボストン自然史学会からウォーカー賞を授与された。1885年8月、ジュリア・M・ジョエルと結婚し、土壌細菌学者で染色家でもあるハロルド・J・コーンを含む2人の子供をもうけた。
卒業後はウェズリアン大学の生物学講師として加わり、1887年には生物学教授となり、同大学生物学部の創設者となった。彼は、その後のキャリアにおいて生物学の講座を担当した。同年、マーサズ・ヴィンヤード夏季研究所の動物学部長代理に就任。1889年から1890年にかけてはトリニティ・カレッジで生物学を教え、1890年から1897年にかけてはコールド・スプリングス生物学研究所（現在のコールド・スプリング・ハーバー研究所）の所長に就任した。
1898年12月からは、アメリカ微生物学会の設立に携わり、3年間幹事を務め、1902年には会長に就任した。1901年、コネチカット農業大学の細菌学講師となる。1905年にはコネチカット州の細菌学者に選ばれ、州細菌学研究所の設立と運営に携わった。1911年3月には、ニューヨークの牛乳委員会から牛乳規格に関する国家委員会の委員に任命された。
この間、150以上の論文を発表し、学校の教科書にも採用された。チフス菌がカキから感染することを発見し 、乳製品の細菌学の専門家として知られるようになったことも特筆される。コーンは家庭科の提唱者であり、彼のテキスト『家庭における細菌、酵母、カビ』は家庭科の標準的な教科書となった。
細菌と食品の安全性に関する研究に加え、20世紀初頭に流行した優生学の理論に反対する著作もある。彼は、人間の結果を理解しようとするとき、単に遺伝だけでなく、社会的な要因も考慮しなければならないと主張した。
1917年4月18日、58歳で死去した。

## 出版
- Life history of Thalassema (1886)
- Evolution of to-day[7](1886)
- The living world[7] (1891)
- Some uses of bacteria (1892)
- "The Isolation of Rennet from Bacteria Cultures" (1892)
- The story of germ life[7](1897)
- The story of the living machine[7](1899)
- The method of evolution[7] (1900)
- An elementary physiology and hygiene for use in schools[7] (1902)
- Bacteria in milk and its products (1903)
- Introductory physiology and hygiene: for use in primary grades (1904)
- The Camembert type of soft cheese in the United States (1905)
- Agricultural bacteriology: a study of the relation of germ life to the farm, with laboratory experiments for students (1909)
- Bacteria, yeasts, and moulds in the home[9][11] (1912)
- Biology: an introductory study for use in colleges (1912)
- Practical dairy bacteriology: prepared for the use of students, dairymen, and all interested in the problems of the relation of milk to public health (1914)
- Social heredity and social evolution (1914)
- Physiology and health (1916)

### 出版物
- (イタリア語) Il metodo dell'evoluzione. Torino: Fratelli Bocca. (1907)